# 北大西洋航路

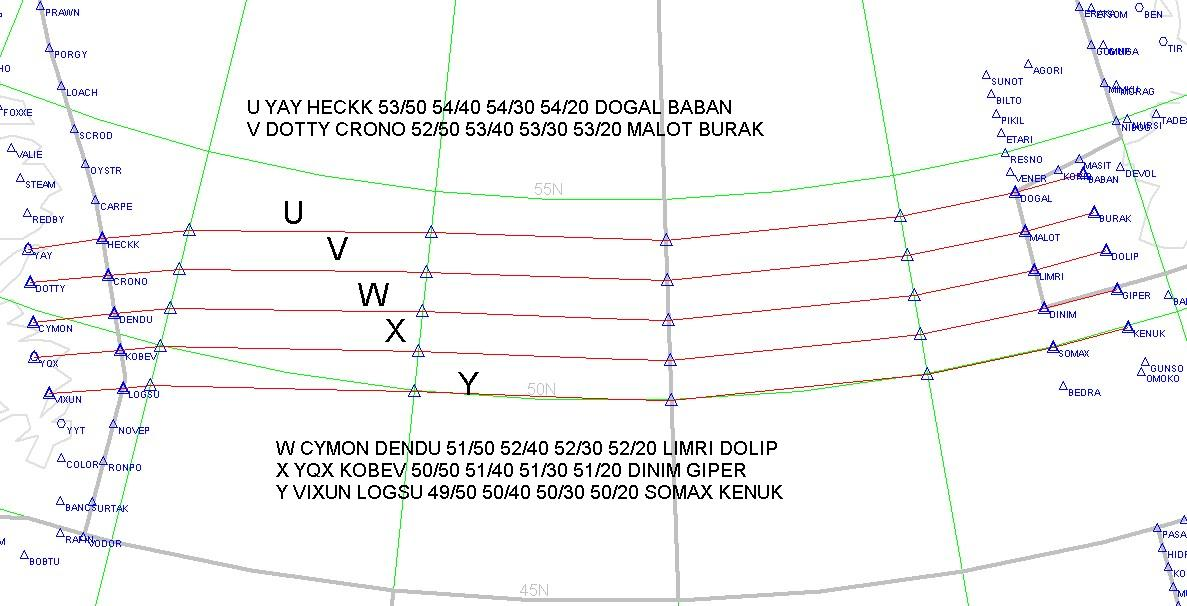
2006年5月4日付け東行きNAT

北大西洋航路(North Atlantic Tracks, NAT)とは北米大陸北東部とヨーロッパ西部とを結ぶ大西洋上の航空経路のこと。洋上ではほぼ無線基地局のない空白地帯が続くため、正確な航空機の位置を把握しづらい。欧米間のように頻繁に航空機が行き交うような地域では、予め航路を決めておき、航空機同士が接近しすぎないように配慮されている。北大西洋上では高度28,500フィート (8,700 m)から42,000フィート (13,000 m)の間を飛行する航空機に対して航路が設定されている。NATへの進入と通行は洋上航路管制官が管理する。指定される航路は向かい風を極力避け、追い風を最大限にできるよう日毎に変更される。このためNAT上を飛行する航空機は燃費を最大限にしつつ、最短時間で目的地へ到達できる。

## 経路の設定
実際の航路の設定には様々な要因が絡むが、特に重要なのはジェット気流で、NATを西行する便は向かい風、反対に東行きは追い風を受ける。このため一般に西行きのほうが東行きの便より所要時間が短くなる傾向にある。経路の選定はシャンウィック海上管制(EGGX)とギャンダー海上管制(CZQX)の二局が、周辺の管制局や航空会社との調整の上行う。

## NATの利用法
航空機は出発前に航空運行官から航路の指定を受ける。航路は、目的地、航空機重量、機種、風向、航空管制官の経路設定を勘案して決められる。その後、航空機はNAT進入前に洋上航路管制官に、NAT進入地点への予定到達時刻を伝え、航路の割り当てを受ける。場合によっては航路が混雑している場合があり、その場合には代替の航路が宛がわれる事がある。一度航路の割り当てを受けた後は管制官の許可なしに経路や高度を変更することはできない。
NATには非常時のために控えの経路が用意されている。例えば何らかの原因で航空機が速度や高度を維持できなくなってしまった場合には、NATから外れ、NAT上の航空機からの距離を保ちつつNATと並行して飛行するよう決められている。またNAT上の航空機は乱気流などを避けるため高度や速度を変更した場合航空管制官にその旨通告することが義務付けられている。
GPSやLNAVといった高度に航法の発達した現代ではあるが、それでも誤りは起こり得り、実際に起こっている。即座に危険につながるわけではないが、航空機同士の距離が、規定の距離以下になってしまうこともある。特に混雑した日には約10分間隔で航空機がNATに進入する。TCASの導入により、パイロット自身が付近を航行する航空機の位置を把握できるようになったため、以前よりNAT上での空中衝突の危険は減っている。
大西洋上にはほとんど基地局がないので、パイロットはNAT上の定点を通過する度に定点通過報告と、二つ先までの定点への到着予定時刻の報告を義務付けられている。パイロットからの報告を受け、海上管制官は航空機同士の間隔を計算する。定点通過報告は衛星通信(CPDLC)か、短波ラジオを通じて行われる。短波ラジオを使う場合には選択受信SELCALを用いる。SELCALでは消音モードになっていた場合でも、受信があった場合にはわかるようになっているので、乗組員は常時ラジオを聴いている必要がなくなる。さらに自動受動監視システム(ADS-C, ADS-B)が搭載されている場合には、音声による定点通過報告は必要なく、自動的に定点報告が送信される。この場合SECALによる定点報告は、海上に進入する際と、周波数が変わった際の、SECALの動作確認としてのみ行われる。これは自動受動監視システムが故障した場合の予備としてSELCALを用いるためで、通常の定点報告は自動受動監視システムが行う。

## 最大交通量
NATを通行できる航空機の数はRVSMを使用して、各航路の高度の幅を詰める事で増やせる。
加えて2004年6月10日より全局的並行航路法（SLOP）が導入され、各航空機を水平方向にずらす事で、空中衝突の危険を減らしている。計器不良で高度を誤ってしまったり、乱気流で高度が変わってしまった場合にもNAT上の他の航空機に衝突しないようになっている。NATの基本経路か、それより1海里右、2海里右のいずれかを航行することになるが、航路の選択はパイロットが決める。
NATは一日二回向きを変える。日中は西向きに航路が設定され、夜間は東行きとなる。これは一般的な航空会社の時刻表にあわせたもので、通常、北米からの便は夜間に出発し、ヨーロッパには朝に着くようになっている。西行きはヨーロッパを日中に出発し、北米には午後遅くに着くようになっている。こうすることで、ヨーロッパ行きは夜間、北米行きは日中と、効率的な運用が組める。航路は様々な要因を加味して日々変更されるが、一番の決定要因は天候である。
日々経路は設定しなおされるが、NATへの進入・退出の定点は決められている。進入・退出地点毎に複数の経路が設定される。西行きの航路は西経30度地点で11:30(GMT)から19:00(同) の間有効で、一番北を走る航路から、A, B, Cの順に航路名が付けられている。東行きは西経30度地点で01:00(同)から08:00(同)の間有効で、一番南を走る航路から、Z, Y, Xの順に指定される。定点は固有名と、緯度・経度の組み合わせ(北緯54度、西経40度の場合54/40等)で指定する。
連邦航空局、Nav Canada、NATS、JAAの各局がNOTAMを一日毎に発行し、経路と高度を指定する。最新のNATは以下で確認できる。

## コンコルド
コンコルドはNATとは別経路で飛行した。これは巡航高度が45,000フィート (14,000 m)から60,000フィート (18,000 m)で、最大巡航高度が高かったこともあり、NAT上の航空機と干渉することがなかった。この高度では天候による影響はほとんどなく、コンコルドは毎日同じ航路を飛行した。西行きの航路には「シエラ・マイク」、「シエラ・オスカー」、東行きの航路には「シエラ・ノーヴェンバー」の通称が与えられていた。また英国航空のヒースロー空港・バルバドス間の季節便には「シエラ・パパ」の別称があった。